# Radamel Falcao
Artikeln följer den spanska namnseden; faderns efternamn är García och moderns efternamn Zárate.
Radamel Falcao García Zárate, född 10 februari 1986, är en colombiansk fotbollsspelare (anfallare) som spelar för Rayo Vallecano i La Liga. Han representerar även det colombianska landslaget.

## Karriär
Falcao har bland annat passerat Jürgen Klinsmanns rekord på 15 mål (17) i en UEFA Europa League turnering. Han var även en viktig del då Porto tog sin andra titel i UEFA Europa League 2010/2011 och slutade obesegrade i Primeira Liga säsongen 2010/2011. 
Under sina tre sista säsonger med Atletico och Porto gjorde Falcao över 100 mål. Efter säsongen 2012/2013 värvade AS Monaco Falcao för en stor summa  där Falcao bland annat nobbade klubbar som PSG, Chelsea, Manchester United, och Real Madrid.

## Meriter

### Klubblag
River Plate
- Primera División: 2007/2008

Porto
- Primeira Liga: 2010/2011
- Portugisiska cupen: 2009/2010, 2010/2011
- Supertaça Cândido de Oliveira: 2010, 2011
- UEFA Europa League: 2010/2011

Atletico Madrid
- UEFA Europa League: 2011/2012
- Spanska cupen: 2012/2013
- UEFA Super Cup: 2012

AS Monaco
- Ligue 1: 2016/2017

### Individuella
- FIFPro World XI: 2012